# Mati Gilden
Mati Gilden (Tallin, 7 de enero de 1942 - ibídem, 29 de julio de 2014) fue un futbolista estonio que jugaba en la demarcación de defensa.

## Biografía
Gilden jugó durante toda su carrera deportiva en la Liga de la RSS de Estonia. Debutó en 1958 con el FC Norma Tallinn durante un año tras subir de las categorías inferiores del equipo. En 1959 fue el FC Norma Tallinn quien se hizo con sus servicios, jugando 33 partidos y marcando tres goles. En 1962 fue traspasado al JK Dünamo Tallinn, firmando por seis años. Tras 164 partidos y 28 goles, finalizó su carrera futbolística en el Tempo Tallinn en 1971.
Falleció el 29 de julio de 2014 a los 72 años de edad.

## Clubes
| Club              | País           | Año         | Partidos | Goles |
| ----------------- | -------------- | ----------- | -------- | ----- |
| FC Norma Tallinn  | RSS de Estonia | 1958 - 1959 | ¿?       | ¿?    |
| JK Tallinna Kalev | RSS de Estonia | 1959 - 1962 | 33       | 3     |
| JK Dünamo Tallinn | RSS de Estonia | 1962 - 1968 | 164      | 28    |
| Tempo Tallinn     | RSS de Estonia | 1968 - 1970 | ¿?       | ¿?    |